# 天主教驻马店教区
驻马店教区是天主教在中国河南省设立的一个教区。

## 历史
1933年3月2日，从南阳府代牧区和信阳州监牧区分设驻马店监牧区，成为河南省第一个国籍教区。首任主教王基之，带领20位中国神父，在7个县的十几个堂区传教，教友人数万人以上。 
1944年11月9日，驻马店监牧区升格为驻马店代牧区。 
1946年4月11日，罗马教廷在中国建立圣统制，驻马店代牧区升为驻马店教区。 
1949年，驻马店教区的教徒有25000人。
经过激烈的社会变革动荡，到1980年，驻马店教区的原有教堂均不复存在，神职人员仅有四、五位倍受折磨、生活无着落的老年神父。此后，通过落实教产，开办修院，在教区所辖的驻马店、漯河、周口、信阳四个地区，恢复了27个堂区，新建教堂，信徒增加到6万多人。驻马店教区还负责代管信阳教区（原属圣言会）。

## 修院
- 备修院：1990年开办
- 修女院

## 历任主教
- 王基之（Peter）：1933年8月4日，任驻马店监牧区主教，1938年去世。

- 袁克治（Joseph Mary）：1898年2月18日生于中国，1919年12月24日晋升神甫，1939年任驻马店监牧区主教，1944年11月9日任驻马店代牧区主教，1945年3月4日祝圣，1946年4月11日任驻马店教区主教。1969年1月30日去世。（70岁）